# اندیس هزارون
هزارون یک اندیس فلزی است که در حوالی شهر بم استان کرمان قرار دارد و مادهٔ معدنی موجود در آن، مس است.سنگ میزبان این اندیس ولکانیک های خرد شده است و دیرینگی آن به دوران ائوسن می‌رسد. در این اندیس، پاراژنز‌های پیریت ، مالاکیت ، کوولیت ، کوارتز یافت می‌شوند.